# 陳怜燕
陳怜燕，現任財團法人健康家庭文教基金會董事長，前台東縣長黃健庭夫人。
美國加州聖塔克拉拉大學企管碩士，長期投身於社會公益活動。